# Dasypoda patinyi
Dasypoda patinyi is een vliesvleugelig insect uit de familie Melittidae. De wetenschappelijke naam van de soort is voor het eerst geldig gepubliceerd in 2002 door Michez.